# Adolf von Bonin
Adolf von Bonin (11. listopadu 1803 Heeren – 16. dubna 1872 Berlín) byl pruský důstojník, nejnověji generál pěchoty. Velel pruským vojskům v bitvě u Trutnova.

## Bitva u Trutnova
Bitva u Trutnova byla jedním z dílčích, avšak krvavých střetnutí prusko-rakouské války v roce 1866. Byla to jediná bitva této války, kdy rakouská vojska porazila vojska pruská. Dne 26. června zahájila 2. pruská armáda nástup přechodem hranic u Broumova ve třech proudech. Směrem na Trutnov pochodoval 1. armádní sbor generála Bonina, směrem na Náchod 5. armádní sbor generála Steinmetze a mezi nimi, přes Broumov směrem na Úpici, pruský gardový armádní sbor. V 8:30 hod obsadila Mondlova brigáda výšiny jižně od města Trutnov-Šibeník, Jánský vrch a Chmelnici. Na její levé křídlo se zařadil 2. dragounský pluk, který ustupoval ze svého postavení od Královce a Petříkovic před pochodujícím pruským I. armádním sborem generála Adolfa Bonina. Jeho předvoj pronikl do města v 10 hodin. Okolo 11 hodiny, kdy byl Trutnov plný Prusů, zaútočil na město 12. prapor polních myslivců společně s dragouny.